# Alice Nkom

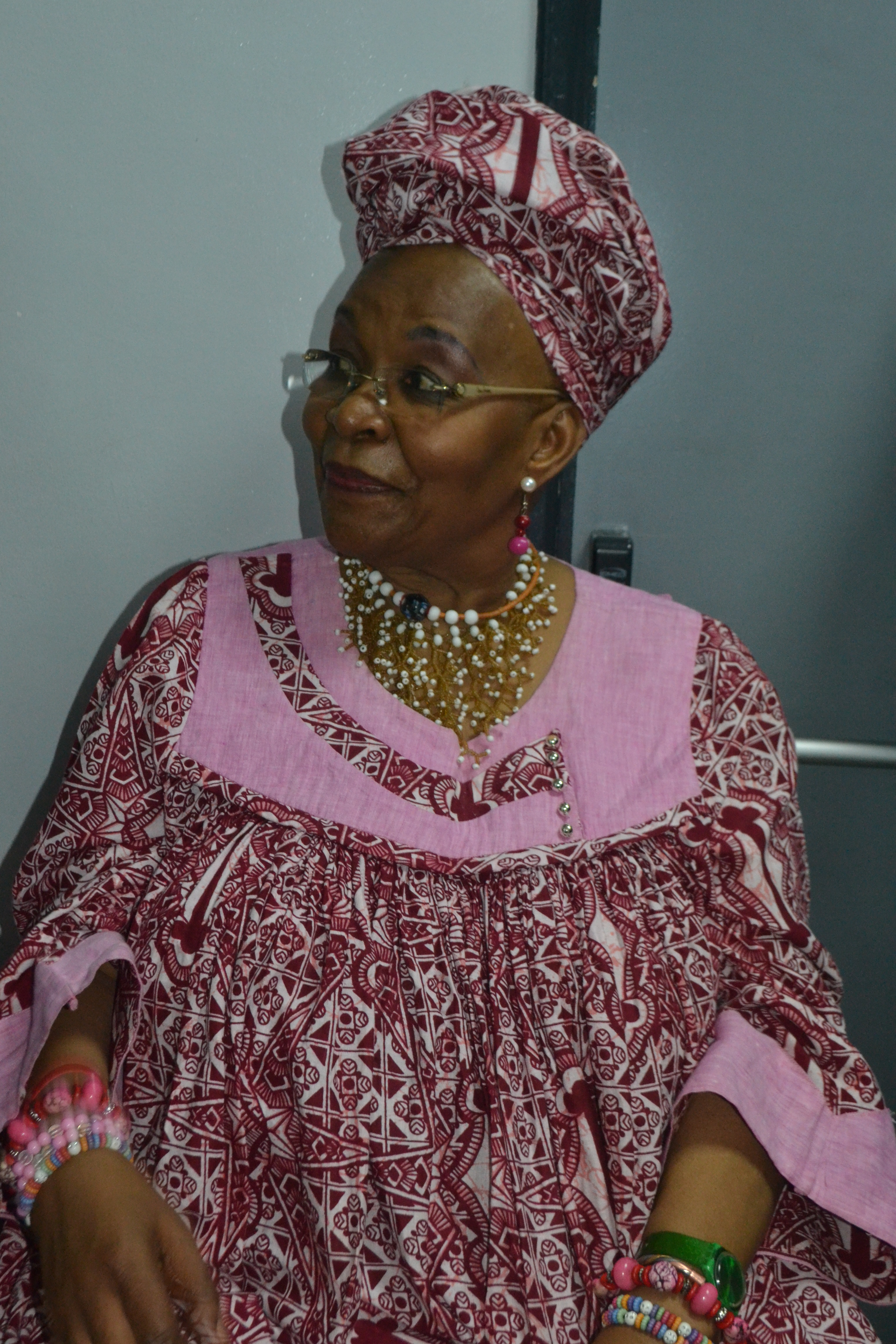
Alice Nkom (2018)

Alice Nkom (* 14. Januar 1945 in Poutkak, Region Littoral, Kamerun) ist eine kamerunische Rechtsanwältin und Menschenrechtlerin. Als Gründerin und Vorsitzende der Organisation Association pour la Défense des Droits des Homosexuel(le)s (ADEFHO) setzt sie sich gegen die Kriminalisierung und gesellschaftliche Ausgrenzung homosexueller Menschen in Kamerun ein.

## Leben und Wirken
Alice Nkom studierte Rechtswissenschaften in Toulouse und Douala. 1969 erhielt sie als erste schwarze Frau in Kamerun ihre Zulassung als Anwältin. Seit 1974 ist sie Teilhaberin einer Gemeinschaftskanzlei in Douala. Seitdem setzt sie sich für Opfer von Menschenrechtsverletzungen ein; Bekanntheit erlangte sie hauptsächlich durch ihre Verteidigung von Menschen, die wegen ihrer tatsächlichen oder vermeintlichen sexuellen Orientierung angeklagt sind. Besonderes internationales Aufsehen erregte der Fall ihres Mandanten Jean-Claude Roger Mbede, der 2011 wegen seiner Homosexualität zu einer Gefängnisstrafe verurteilt wurde und zu dessen Gunsten Amnesty International eine weltweite Kampagne führte.
2003 gründete sie ADEFHO, die erste Organisation Kameruns, die sich öffentlich für den Schutz und die Rechte von lesbischen, schwulen, bisexuellen und trans Menschen einsetzt. Die Gründung stieß auf erheblichen Widerstand seitens der kamerunischen Regierung und Öffentlichkeit. Mehrmals wurden Alice Nkom eine Verhaftung und der Entzug der Zulassung ihrer Kanzlei angedroht. Sie erhält seit mehreren Jahren täglich Drohungen und benötigt Personenschutz. Nachdem ihr Kollege Michel Togué zu seiner Sicherheit mit seiner Familie das Land verlassen musste, ist Alice Nkom die einzige in Kamerun ansässige Anwältin, die wegen Homosexualität angeklagte Menschen vor Gericht verteidigt.
Alice Nkom lebt in Douala. Sie ist verheiratet und hat zwei Kinder.
Der Dokumentarfilm Born This Way von Shaun Kadlec und Deb Tullmann, der 2013 auf der 63. Berlinale gezeigt wurde, beschäftigt sich mit der Situation von LGBT-Rechten in Kamerun und enthält mehrere Interviewsequenzen, in denen Alice Nkom ihre Arbeit schildert.

## Auszeichnungen
Die deutsche Sektion der Organisation Amnesty International verlieh Alice Nkom am 18. März 2014 den Amnesty International Menschenrechtspreis.